# Villamayor de Campos
Villamayor de Campos est une municipalité espagnole de la communauté autonome de Castille-et-León et de la province de Zamora. En 2015, elle compte 337 habitants.

## Personnalités liées à la commune
- Consuelo González Ramos (1877-1956),  journaliste, infirmière et féministe espagnole.

## Source
- (es) Cet article est partiellement ou en totalité issu de l’article de Wikipédia en espagnol intitulé « Villamayor de Campos » (voir la liste des auteurs).